# Psyche (djur)
För andra betydelser, se Psyche (olika betydelser).
Psyche är ett släkte av fjärilar som beskrevs av Franz Paula von Schrank 1801. Psyche ingår i familjen säckspinnare.

## Dottertaxa tillPsyche, i alfabetisk ordning[1][2]
- Psyche affinis
- Psyche assamica
- Psyche bowerella
- Psyche brachycornis
- Psyche breviserrata
- Psyche burmeisteri
- Psyche careyi
- Psyche carpini
- Psyche casta
- Psyche chilensis
- Psyche crassiorella
- Psyche danieli
- Psyche elongatella
- Psyche fatalis
- Psyche flavicapitella
- Psyche germanica
- Psyche hedini
- Psyche hibernicella
- Psyche hirsutella
- Psyche intermediella
- Psyche libanotica
- Psyche limulus
- Psyche luteipalpis
- Psyche luticoma
- Psyche minor
- Psyche minutella
- Psyche mitfordella
- Psyche muscea
- Psyche nana
- Psyche nebulella
- Psyche nigrimanus
- Psyche niphonica
- Psyche nitida
- Psyche nitidella
- Psyche norvegica
- Psyche obscurata
- Psyche occidentalis
- Psyche palearis
- Psyche pinicola
- Psyche psycodella
- Psyche pyrenaea
- Psyche roboricolella
- Psyche rouasti
- Psyche samoana
- Psyche scotica
- Psyche semnodryas
- Psyche servicula
- Psyche sichotealinica
- Psyche syriaca
- Psyche taiwana
- Psyche takahashii
- Psyche trimeni
- Psyche tubifer
- Psyche tubifex
- Psyche ussuriensis